# Kazuki Sakuraba
Kazuki Sakuraba (?, 桜庭 一樹, Sakuraba Kazuki; Yonago, 26 luglio 1971) è una scrittrice giapponese.

## Biografia
Kazuki Sakuraba è nata nel 1971 a Yonago, nella prefettura di Tottori.
Ha iniziato a scrivere novellizzazioni ai tempi del liceo ed è stata premiata nel 2007 al Mystery Writers of Japan Award per il romanzo Red girls.
Sposata con il comico Hidetoshi Tomono ha dato alle stampe numerose opere tra light novel, romanzi e saggi.
Tra i riconoscimenti letterari ottenuti si ricorda il Premio Naoki del 2007 per Watashi no otoko la cui trasposizione in pellicola si è aggiudicata il Giorgio d'Oro al Festival cinematografico internazionale di Mosca del 2014.

## Opere

### Light Novel
- Ronrinesu Gādian (1999)
- Runatikku Dorīmā (2001)
- Girl's Guard: Kimi no Uta wa Boku no Uta (2002)
- B-EDGE AGE: Shishi-tachi wa Arisu no Niwa de (2002)
- B-EDGE AGE: Shishi-tachi wa Noa no Hakobune de (2002)
- Takeda-kun no Koibito (2002)
- Aka × Pinku (2003)
- Gosick (13 volumi pubblicati dal 2003 al 2011), Modena, Planet Manga, (8 volumi pubblicati dal 2012 al 2013) ISBN 978-88-6304-230-6.
- Suitei Shōjo (2004)
- Proiettili di zucchero (Satōgashi no Dangan wa Uchinukenai, 2004), Modena, Planet Manga, 2012 Volume 1 ISBN 978-88-6304-237-5. Volume 2 ISBN 978-88-6304-324-2.
- Kōya no Koi Dai Ichi Bu catach the tail (2005)
- Kōya no Koi Dai Ni Bu bump of love (2006)

### Romanzi
- Non è un lavoro per ragazze (Shōjo ni wa Mukanai Shokugyō, 2005), Roma, edizioni E/O, 2023 traduzione di Anna Specchio ISBN 978-88-335-7622-0.
- Burū Sukai (2005)
- Shōjo Nanakamodo to Shichinin no Kawaisō na Otona (2006)
- Red girls (Akakuchiba-ke no Densetsu, 2006), Roma, edizioni E/O, 2017 traduzione di Anna Specchio ISBN 978-88-335-7102-7.
- Seishun no Tame no Dokusha Kurabu (2007)
- Watashi no Otoko (2007)
- Famirī Pōtoreito (2008)
- Seitetsu Tenshi (2009)
- Dōtoku to Iu Na no Shōnen (2009)
- Fuse Gansaku: Satomi Hakkenden (2010)
- Barabara Shitai no Yoru (2011)
- Kizuato (2012)

### Saggi
- Nidaime no Baka ni Tsukeru Kusuri (1996)
- Sakuraba Kazuki Nikki: BLACK AND WHITE (2006)
- Sakuraba Kazuki Dokusha Nikki: Shōnen ni Nari, Hon wo Kau no da. (2007)
- Shoten wa Taimu Mashīn: Sakuraba Kazuki Dokusha Nikki (2008)
- Okonomi no Hon, Nyūkashimashita: Sakuraba Kazuki Dokusha Nikki (2009)

## Adattamenti

### Cinema
- Fuse Teppō Musume no Torimonochō, regia di Masayuki Miyaji (2012)
- Watashi no otoko, regia di Kazuyoshi Kumakiri (2014)
- Aka x Pinku, regia di Koichi Sakamoto (2014)

### Televisione
- Gosick Serie TV Anime (24 episodi, 2011)

## Premi e riconoscimenti
- Premio Naoki: 2007 vincitrice con Watashi no otoko
- Mystery Writers of Japan Award: 2007 vincitrice nella categoria Miglior Romanzo con Red girls